# NTNUI
Norges teknisk-naturvitenskapelige universitets idrettsforening, vanligen kallat NTNUI, är Norges största idrottsförening, med över 10 000 medlemmar och en bredd som sträcker sig över mer än 50 olika idrottsgrenar.
Föreningen är formellt knuten till Norges teknisk-naturvitenskapelige universitet i Trondheim.

## Orientering

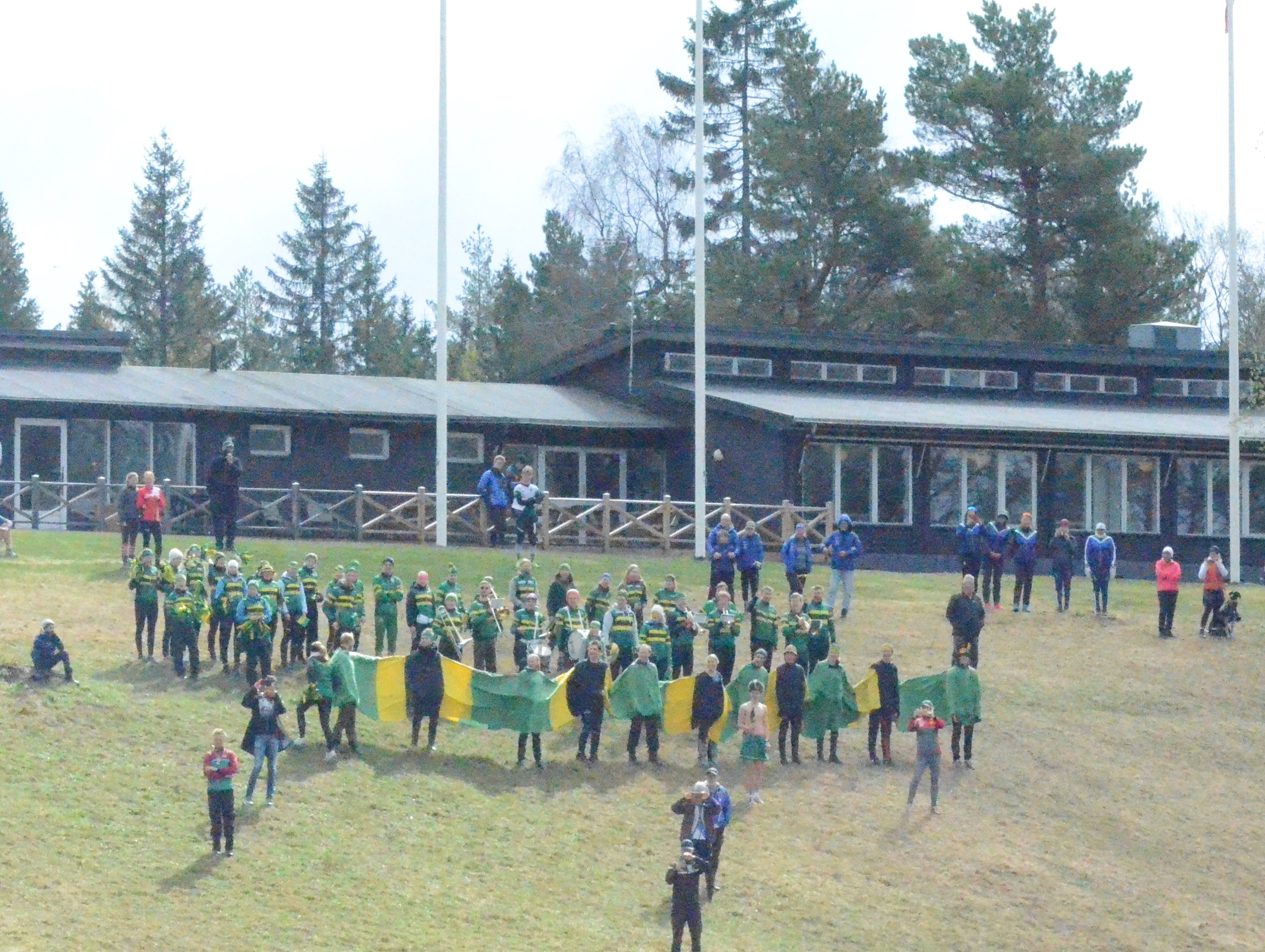
Föreningen är känd för sin hejarklack på Tiomila.

Föreningen vann Tiomilakaveln i orientering i Skellefteå 2023 och i Finspång 2025. 

## Idrotter
- Aikido
- Alpin telemarkskidåkning
- Amerikansk fotboll
- Artistisk gymnastik
- Badminton
- Baseboll
- Basket
- Bandy
- Bollspel/motion
- Bordtennis
- Capoeira
- Cykelsport
- Danssport
- Drill
- Dykning
- Fäktning
- Fotboll
- Friidrott
- Frisbee
- Golf
- Handboll
- Innebandy
- Ishockey
- Judo
- Karate
- Kitesurf
- Klättring
- Längdskidåkning
- Orientering
- Paddling
- Paintball
- Qwan Ki Do
- Ridsport
- Rodd
- Rugby
- Segling
- Simning
- Skidskytte
- Skidsport
- Snowboard
- Softboll
- Sportskytte
- Squash
- Styrkelyft
- Tennis
- Triathlon
- Undervattensrugby
- Vattenpolo
- Volleyboll
- Windsurfing
- Wing Chun